# Jessica C.
潔西卡·泰絲·坎本西（Jessica Tess Cambensy，1988年4月18日—），藝名，美籍模特兒，生於芝加哥，在香港及日本發展。

## 簡歷
Jessica C.來自伊利諾伊州。她的父親為美國人，母親則為菲律賓華人；父母在她9歲時離婚，她跟兩個妹妹跟隨母親生活。中學就讀於美國Maine West High School，畢業後於American Home School修讀遙距課程。她其後就讀美國私立大學哥倫比亞芝加哥學院（Columbia College Chicago）。
2003年，15歲的她在母親的鼓勵下前往試鏡，翌年被模特兒公司取錄。此後，曾被安排到香港發展，但不太順利，後轉到日本當模特兒，輾轉便在日本過了五年。

## 爭議事件

### 涉嫌盜竊
Jessica C.涉嫌在2010年7月10日於尖沙咀一櫃員機提款時，順手牽羊取去上手使用者遺下的600元，過程被銀行的閉路電視拍下。警方調查後，以「盜竊」罪名將她拘捕。於2012年獲警方撤銷控罪，無條件釋放。

### 淫片事件
發生盜竊事件不久，一名聲稱是Jessica C.多年前的男友在網上兜售與前女友大戰時的淫片及淫照。其中的淫照部份被塗黑，作為買賣樣板之用。照片中，一名裸體的女性坐在一名男子身上，雙方兩腳重疊。照片中的女子與Jessica C.十分相似，故不排除相中人是她。

## 感情生活
2014年11月大方承認與男星安志拍拖。2015年10月宣佈獲男友求婚成功並懷孕3個月，長女Tessa在翌年3月23日出生。Jessica C.與安志杰在2017年10月15日於夏威夷完婚。同年12月24日，在Instagram再次宣佈懷孕，幼子Elvis在翌年6月19日出生。

## 作品

### 電影
- 2011年，熱浪球愛戰 飾 Natalie
- 2012年，寶島雙雄 飾 V
- 2014年，屍城 飾 Jenny
- 2015年，小姐诱心 飾
- 2015年，暴走兄弟VS殭屍古惑仔 (網絡電影)
- 2016年，辣警霸王花 飾 Jessica

### 電視劇
- 2017年，怒海红尘 飾 蘇梅

## 外部連結
- Jessica C.在互联网电影资料库（IMDb）上的資料（英文）
- Jessica C.在香港影庫上的簡介
- Jessica C.在豆瓣上的资料（简体中文）
- Jessica C.在时光网上的簡介（简体中文）